# Seymour Skinner
W. Seymour Skinner (geboren in Capital City, 1953, als Armin Tamzarian) is een personage uit de animatieserie The Simpsons. Hij wordt ingesproken door Harry Shearer, en soms door Dan Castellaneta.
Skinner is het schoolhoofd van de lagere school van Springfield, en een stereotiepe bureaucraat. Hij probeert met moeite zijn school draaiende te houden, en is voortdurend in een strijd verwikkeld met inadequate bronnen, verbitterde leraren en enkele studenten. Hij probeert Lisa Simpson te gebruiken om zijn school in een goed daglicht te stellen.

## Personage
In de eerste paar seizoenen leek Skinner sterk op Norman Bates, het hoofdpersonage uit Alfred Hitchcock's film Psycho. Hoewel dit tegenwoordig minder duidelijk is, worden nog af en toe hints geven naar de overeenkomsten tussen de twee. Skinners personage is vernoemd naar zowel de psycholoog B.F. Skinner als Eugene Skinner.

## Profiel
Skinner woont nog altijd in huis met zijn moeder, Agnes Skinner, die behoorlijk dominant is tegenover haar zoon.
Skinner is een oorlogsveteraan uit de Vietnamoorlog. Zijn dagen in het leger zijn nog altijd te merken aan de manier waarop hij de school runt. Hij heeft geregeld aanvaringen met Bart Simpson en diens gedrag. Skinner krijgt nog geregeld flashbacks aan zijn tijd in Vietnam.
Voordat hij schoolhoofd werd, was Skinner de scheikundeleraar van groep 6.
Skinner leeft in constante angst voor zijn baas, Gary Chalmers, die geen kans onbenut laat om Skinner te ontmaskeren als een slecht schoolhoofd. Hij verving Skinner zelfs een keer door Ned Flanders, ondanks Flanders’ gebrek aan ervaring. Het was gedurende deze periode dat Bart en Skinner een keer samenwerkten om Flanders te laten vertrekken. Skinner besloot echter weer het leger in te gaan, en Bart kwam er al snel achter dat zijn grappen niet hetzelfde waren zonder de strenge Skinner. Uiteindelijk kreeg Skinner zijn baan terug omdat de school met Flanders als schoolhoofd nog slechter af was dan met Skinner.
In latere seizoenen begon Skinner een relatie met Edna Krabappel, en ze waren zelfs verloofd. Uiteindelijk gingen ze uit elkaar, maar er zijn hints dat Skinner haar nog steeds graag wil, en dat ze in de toekomst weer bij elkaar komen.
Skinners leeftijd is tweemaal aan gerefereerd. Bart Simpson schatte Skinners leeftijd in op 40, waarna Kent Brockman zei dat hij 44 was. In de aflevering Skinner's Sense of Snow werd Skinners geboortedatum veranderd van 1953 naar 1960. In Pranksta Rap zei hij dat hij 40 + nog iets is.
Buiten de school lijkt Skinner vaak makkelijk te onderdrukken en heeft hij een slechte eigen wil, vermoedelijk omdat hij confrontaties wil voorkomen. Eenmaal gebruikte hij zijn Vietnam training om een advocaat en diens enorme bodyguards te slaan. Uit dit gevecht bleek wel dat Skinner als hij kwaad wordt behoorlijk gevaarlijk kan zijn. Hij nam het zelfs een keer op tegen Montgomery Burns.
Skinner is blijkbaar zeer intelligent als het aankomt op boeken. Hij is een van de leden van de Springfieldse tak van Mensa. Toen Lisa echter een keer de antwoordboeken van alle docenten stal, was hij net als de overige docenten machteloos en wist niets. Hij is ook onwetend als het aankomt op pestkoppen.

## Geschiedenis
Seymour Skinners persoonlijke geschiedenis is net als bij veel Simpson-personages nogal onduidelijk. Het was al lange tijd bekend dat hij een veteraan uit de Vietnam Oorlog was. Hij schijnt ook een keer een krijgsgevangene te zijn geweest, en heeft vaak flashbacks aan hoe hij mishandeld is als gevangene.
In de aflevering The Principal and the Pauper werd onthuld dat Skinner eigenlijk Armin Tamzarian heet. Armin was een wees met veel problemen, tot hij bij het Amerikaanse leger ging. Daar leerde hij sergeant Skinner kennen, die meteen een rolmodel voor hem werd. Sergeant Skinner kwam om tijdens de oorlog, en Armin voelde zich hier verantwoordelijk voor. Hij ging persoonlijk naar Skinners moeder om haar het slechte nieuws te vertellen, maar zij zag hem aan voor haar zoon (maar in dezelfde aflevering is er een hint dat ze hem niet echt voor haar zoon aan zag want toen hij naar diens kamer wilde gaan wees ze hem de weg zonder dat hij het vroeg). Armin nam daarom Skinners identiteit aan, en volgde diens droom om een schoolhoofd te worden. Aan het einde van de aflevering maakte rechter Snyder deze naamsverandering van Armin officieel.
Homer Simpson · Marge Simpson · Bart Simpson · Lisa Simpson · Maggie Simpson · Abraham Simpson · Patty en Selma Bouvier · Jacqueline Bouvier · Mona Simpson · Santa's Little Helper · Snowball II · Familie Bouvier
Jasper Beardley · Comic Book Guy · Eddie en Lou · Maude Flanders · Ned Flanders · Professor Frink · Barney Gumble · Julius Hibbert · Lionel Hutz · Eerwaarde Lovejoy · Kapitein Horatio McCallister · Hans Moleman · Bleeding Gums Murphy · Apu Nahasapeemapetilon · Mayor Joe Quimby · Dr. Nick Riviera · Agnes Skinner · Cletus Spuckler · Squeaky Voiced Teen · Disco Stu · Moe Szyslak · Kirk Van Houten · Luann Van Houten · Chief Clancy Wiggum
Gary Chalmers · Rod en Todd Flanders · Jimbo Jones · Kearney · Edna Krabappel · Otto Mann · Nelson Muntz · Martin Prince · Seymour Skinner · Milhouse Van Houten · Ralph Wiggum · Groundskeeper Willie · andere studenten
Montgomery Burns · Carl Carlson · Lenny Leonard · Waylon Smithers
Itchy en Scratchy · Kent Brockman · Krusty de Clown · Troy McClure · Rainier Wolfcastle · Radioactive Man
Snake · Kang & Kodos · Sideshow Bob · Fat Tony
Treehouse of Horror
Bart vs. the World · Bart Simpson's Escape from Camp Deadly · The Simpsons Arcadespel · Bart vs. the Space Mutants · Bart's House of Weirdness ·Bart vs. The Juggernauts · Krusty's Fun House · Bartman Meets Radioactive Man · Bart's Nightmare · The Itchy and Scratchy Game · Virtual Bart · Bart and the Beanstalk · Itchy & Scratchy in Miniature Golf Madness · Cartoon Studio · Virtual Springfield · Night of the Living Treehouse of Horror · Bowling · Wrestling · Road Rage · Skateboarding · Hit & Run · The Simpsons Game · The Simpsons: Tapped Out
The Simpsons · The Simpsons Pinball Party
Strips: Simpsons Comics · Bart Simpson serie · Itchy & Scratchy Comics · Bart Simpson's Treehouse of Horror · Futurama/Simpsons Infinitely Secret Crossover Crisis
Tijdschrift: Simpsons Illustrated
Boeken: Bart Simpson's Guide to Life · Family Album · Library of Wisdom · Complete Guides · Planet Simpson · The Simpsons and Philosophy
Actiefiguurtjes: World of Springfield
The Simpsons Movie
Bankgrap ·
Canyonero · 
D'oh! · 
Duff Beer · 
Schoolbordgrap · 